# Filipinas nos Jogos Paralímpicos de Verão de 2012
As Filipinas participou dos Jogos Paralímpicos de Verão de 2012, que aconteceram na cidade de Londres, no Reino Unido. Essa foi a quinta participação do país nos Jogos. 

## Desempenho

### Levantamento de peso
Masculino
| Atletas         | Evento | Resultado | Posição |
| --------------- | ------ | --------- | ------- |
| Taha Abdelmagid | -52 kg | NM        | NM      |

Feminino
| Atletas         | Evento | Resultado | Posição |
| --------------- | ------ | --------- | ------- |
| Achelle Guion   | -44 kg | 70,0      | 6º      |
| Adeline Ancheta | +82.5  | 120,0     | 6º      |